# دیپلوروس

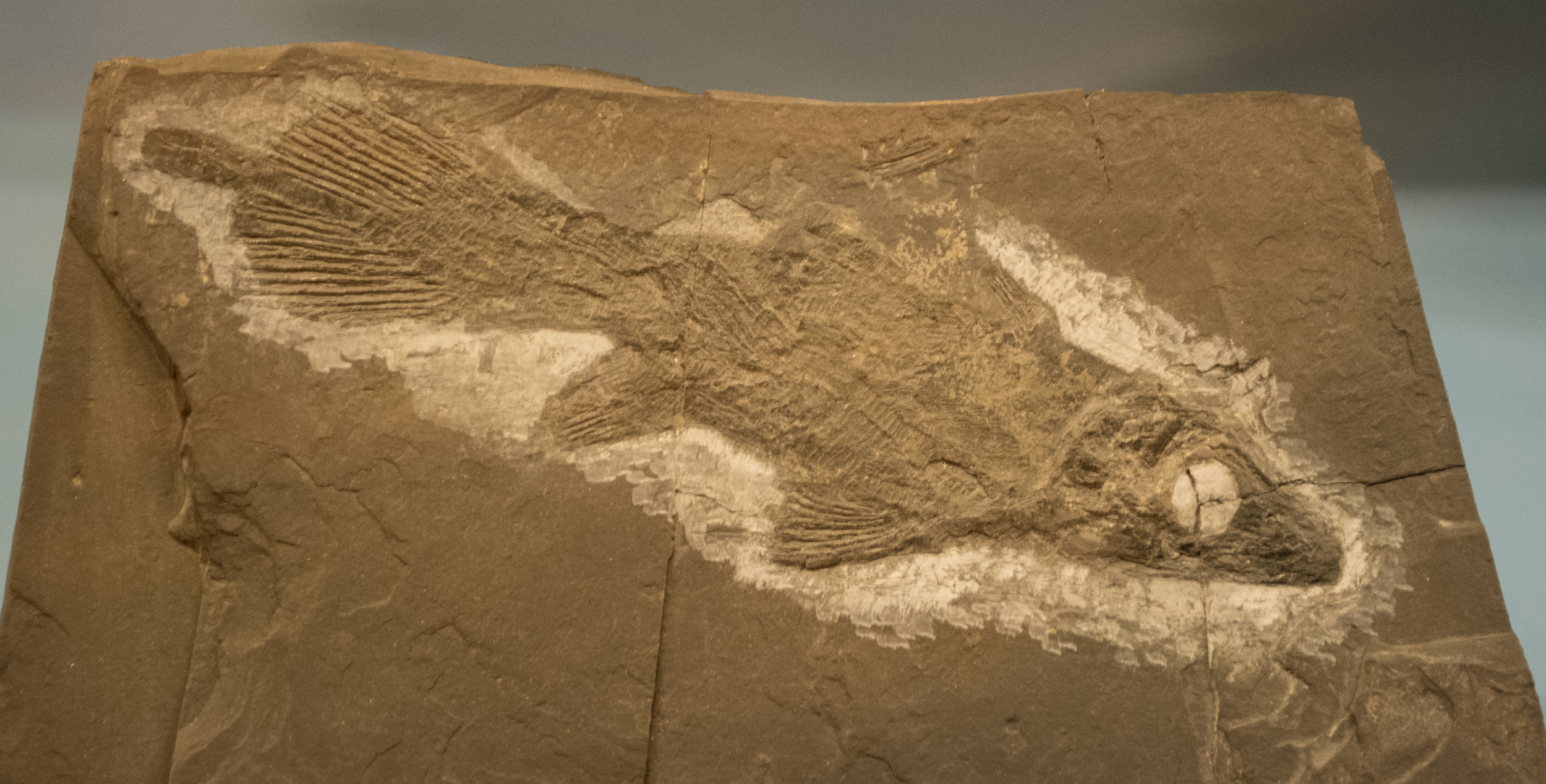
دیپلوروس

دیپلوروس(نام علمی: Diplurus) نام یک سرده از تیره ماوسونیایان است.